# Elverhøj

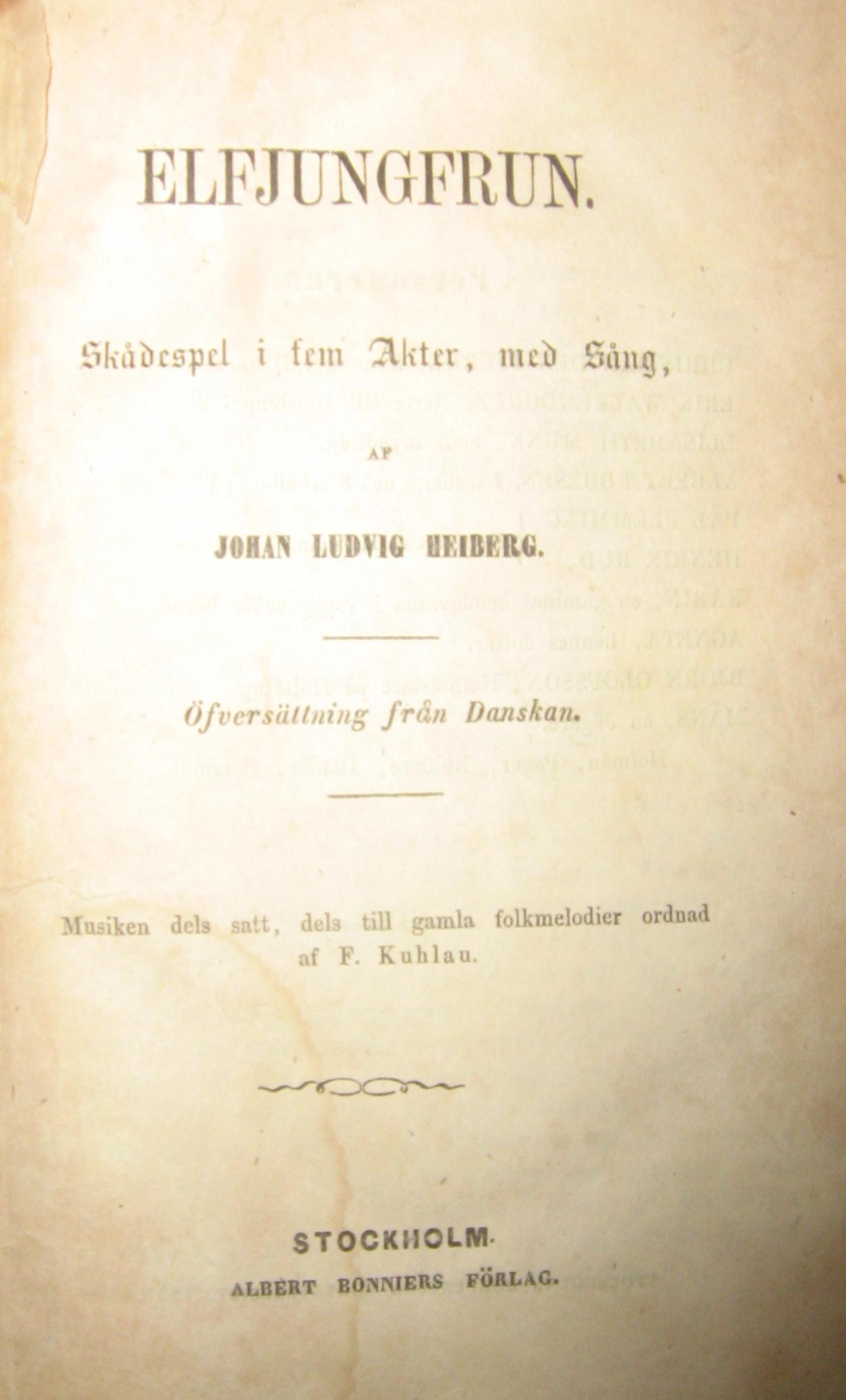
Elfjungfrun, den första svenska översättningen av skådespelet, tryckt på Hörbergska boktryckeriet i Stockholm 1857.

Elverhøj är ett danskt skådespel av Johan Ludvig Heiberg med musik av Friedrich Kuhlau från 1828.
Elverhøj var ett beställningsverk som skrevs till bröllopet mellan Fredrik VI:s yngsta dotter Vilhelmine Marie och prins Frederik Carl Christian (den blivande Fredrik VII). Bröllopet hölls den 1 november 1828 och festspelet Elverhøj hade premiär fem dagar senare, den 6 november.
Författaren Heiberg byggde dramat kring flera olika sägner om en älvkung på Stevns klint, samt en historia om utbytta barn, där kung Kristian IV uppträder som ett slags detektiv som avslöjar hur saker och ting egentligen förhåller sig. Berättelsen är ett ganska typiskt exempel på det romantiska dramat, där musiken och texten tillsammans skapar ett allkonstverk med sagotema.
Stycket blev en enorm framgång och kan efter nästan 200 år fortfarande dra stor publik. Idag betraktas det som det danska nationaldramat, och under lång tid var detta stycke traditionsenligt det första man såg som barn på den danska nationalscenen Det kongelige Teater. Efter urpremiären har stycket uppförts över 1 000 gånger på Det kongelige Teater.
Heiberg fick 665 danska riksdaler i honorar samt en fast anställning på Det kongelige Teater som författare och översättare. Kuhlaus ersättning var 400 riksdaler samt en professorstitel.
Stycket fick svensk premiär 1857 med namnet Elfjungfrun.
| ”             | intet folk kan på det musikaliska området påvisa ett konstverk af i nationellt hänseende större betydelse och mera ingripande verkan | „ |
| – L.E. Thrane | |   |

## Filmatiseringar
Pjäsen har filmatiserats för biografvisning fyra gånger i Danmark. Först 1910 då två olika filmversioner i regi av Jørgen Lund respektive Gunnar Helsengreen hade premiär med endast två veckor emellan. Därefter spelades en version regisserad av Sigurd Lomholt och Aage Brandt in 1917. Slutligen gjordes även en ljudfilmsversion av Svend Methling 1939.
Elverhøj spelar även en viktig roll i filmen Dynamitgubbarna där förbrytarligan Olsen-banden gör inbrott på Det kongelige Teater under en föreställning av skådespelet till rytmen av ouvertyren.

## Sångerna
Första akten

Jeg gik mig i lunden

Jeg lagde mit hoved

Hurtig til lystig fest
Andra akten

Nu løvsalen skygger

Der vanker en ridder
Tredje akten

Nu lider dagen

Dybt i havet

Nu da lensmanden bort vil drage

Herligt, en sommernat
Femte akten

Beskærm vor Konge